# Impatiens sholayarensis
Impatiens sholayarensis är en balsaminväxtart som beskrevs av M.Kumar och Sequiera. Impatiens sholayarensis ingår i släktet balsaminer, och familjen balsaminväxter. Inga underarter finns listade i Catalogue of Life.